# Жайворонок близькосхідний
Жа́йворонок близькосхідний (Eremophila bilopha) — вид горобцеподібних птахів родини жайворонкових (Alaudidae). Мешкає в Північній Африці і на Близькому Сході.

## Опис

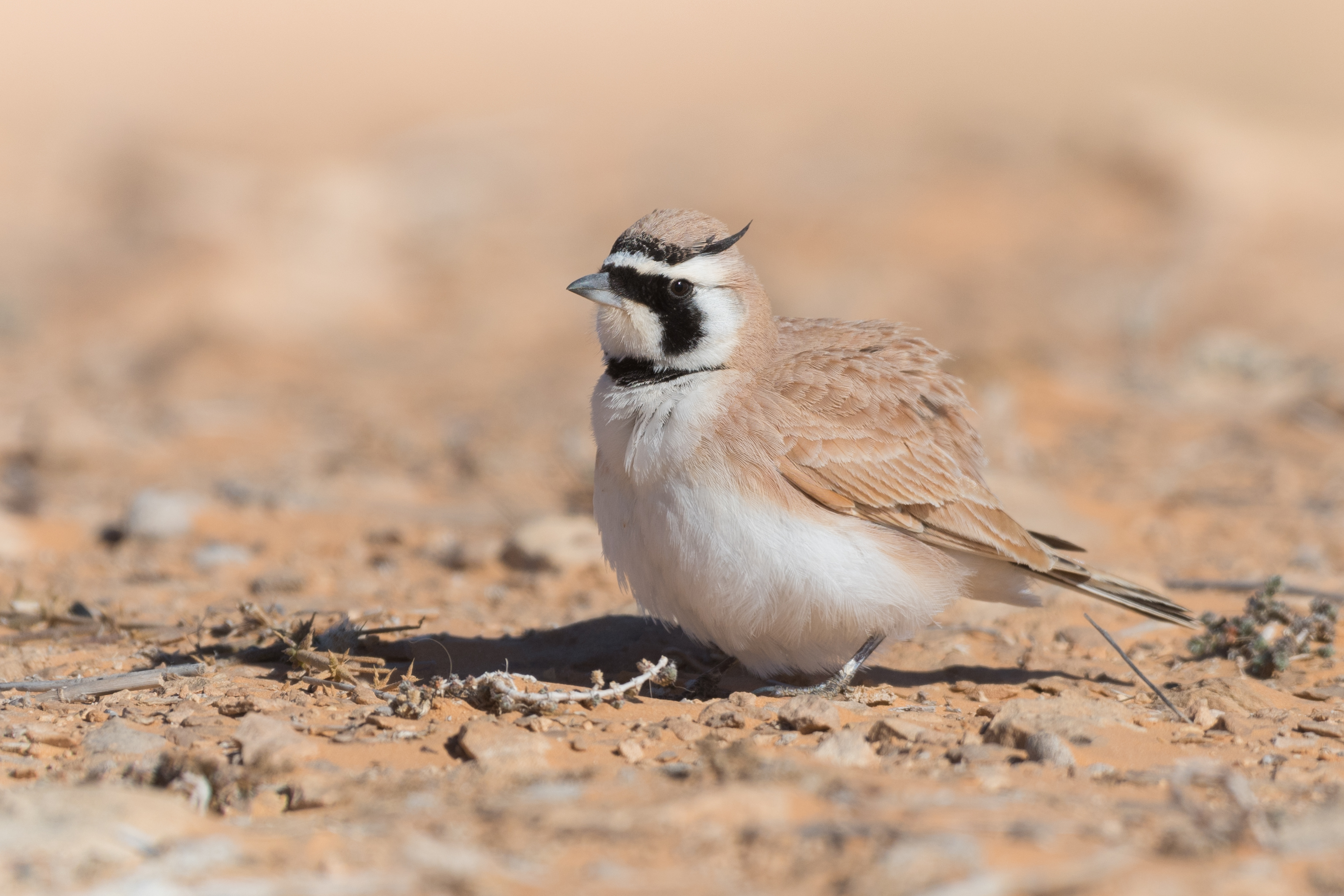
Близькосхідний жайворонок Національний парк Джебіл, Туніс

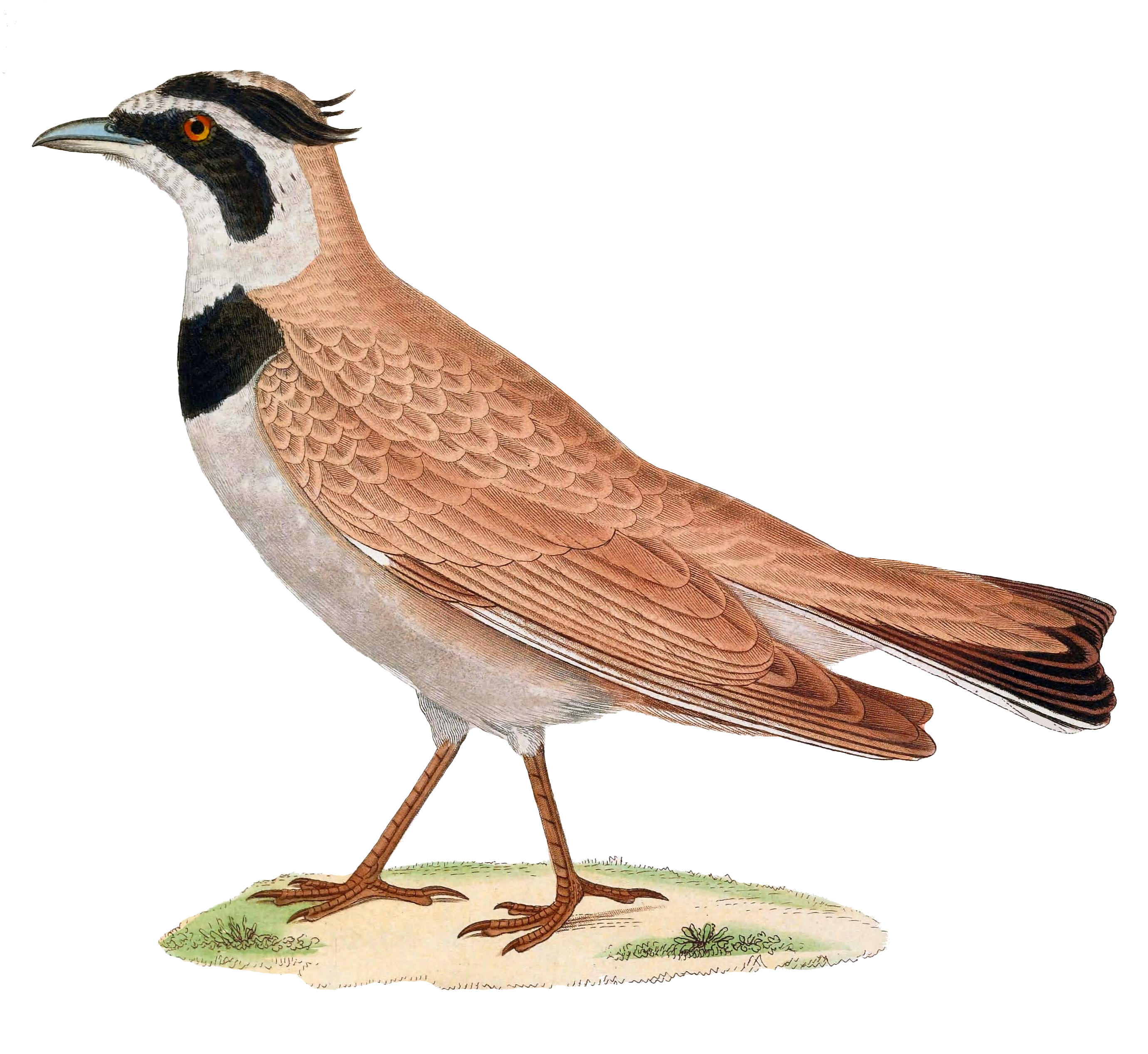
Близькосхідний жайворонок

Довжина птаха становить 13-15 см, враховуючи хвіст довжиною 6,2-6,9 см, розмах крил 26-31 см, вага 22,8-38,4 г. Виду не притаманний статевий диморфізм. Верхня частина тіла світло-рудувато-коричнева, нижня частина тіла білувата, на грудях чорний "комір". Обличчя біле, на обличчі характерна чорна "маска", на лобі чорна смуга, яка переходить у довгі "ріжки". Райдужки карі, дзьоб роговий, на кінчику чорний, лапи чорнувато-коричневі. У молодих птахів верхня частина тіла світло-піщано-коричнева, нижня частина тіла кремова, "ріжки" на голові відсутні, лапи коричнюваті.
Загалом близькосхідні жайворонки схожі на рогатих жайворонків, однак мають помітно менші розміри, верхня частина тіла у них має рівномірне забарвлення, чорний "напівкомір" не поєднується з "маскою", крім того, кінчики у нього більш загострені, обличчя у птахів біле, а не жовте, в польоті помітна темна нижня сторона хвоста.

## Поширення і екологія
Близькосхідні жайворонки мешкають в Західній Сахарі, Мавританії, Марокко, Алжирі, Тунісі, Лівії, Єгипті, Ізраїлі, Йорданії, Саудівській Аравії, Сирії, Іраці і Кувейті. Вони живуть в кам'янистих і піщаних пустелях, в напівпустелях і сухих степах, на висоті до 1000 м над рівнем моря. Живляться переважно комахами та іншими безхребетними, взимку також насінням. В Марокко гніздяться з середини лютого по квітень, в Алжирі у квітні-травні. Гніздяться в заглибині в землі, яку встелюють шерстю, пухом і пір'ям. В кладці від 2 до 4 яєць. За пташенятами доглядають і самиці. і самці. Вони покидають гніздо через 8-9 днів після вилуплення.